# دولکوئر سلمان
دولکوئر سلمان (به انگلیسی: Dulquer Salmaan) (زاده ۲۸ ژوئیه ۱۹۸۶) بازیگر هندی است.
از کارهای معروف او می‌توان به بازی در فیلم کاروان اشاره کرد.

## فیلم‌شناسی
فهرست برخی از فیلم‌هایی که دولکوئر سلمان در آن‌ها به ایفای نقش پرداخته‌است:
- کاروان
- عامل زویا
- بازیگر بزرگ
- روزهای بنگلور
- اوه عشق
- هی دلبر عصبانی
- چارلی
- سیتا رامام
- خفه‌شو
- هتل استاد
- آنماریا عصبانی است